# Pesatura A
La curva di pesatura A riferita al decibel è nata a seguito degli studi di Fletcher e Munson degli anni trenta sulla risposta dell'orecchio umano rispetto alla composizione dei suoni in livelli e frequenza (curve isofoniche).
Queste curve (sperimentali) mostrano una diversa sensazione dell'orecchio a diverse frequenze per livelli sonori uguali. Ovvero per ottenere la medesima sensazione occorrono a diverse frequenze diversi livelli. È per questo che non tutte le frequenze possono essere ritenute equivalenti ai fini della sensazione e quindi del disturbo. Si è pensato quindi di apportare delle correzioni allo spettro sonoro rilevato ai fini di ottenere in un unico valore un dato significativo rispetto alla risposta umana.
Si scelse di conseguenza come curva di ponderazione quella della risposta equivalente dell'orecchio ai 40 dBSPL e 1000 Hz. Tale curva è stata denominata curva A ed è per questo che tutte le valutazioni di livelli sonori che hanno come scopo quello di misurare il disturbo o comunque l'effetto di un suono o rumore sull'uomo esprimono tali livelli in dB (A).